# Llengua tigre
El tigre és una llengua semítica eritrea (amb una petita comunitat tigròfona al nord del Sudan) que conforma, juntament amb el gueez, el tigrinya i el dahalik, la branca de l'etiòpic septentrional.

## Sistema consonàntic
|                    |            | Labial | Dental | Palatoalveolar/ Palatal | Velar | Faringal | Glotal |
| ------------------ | ---------- | ------ | ------ | ----------------------- | ----- | -------- | ------ |
| Plosiva o Africada | Sorda      | (p)    | t      | č [ʧ]                   | k     |          | ʔ      |
| Plosiva o Africada | Sonora     | b      | d      | ǧ [ʤ]                   | g     |          |        |
| Plosiva o Africada | Ejectiva   | (p')   | t'     | č' [ʧ']                 | k'    |          |        |
| Fricativa          | Sorda      | f      | s      | š [ʃ]                   | (x)   | ħ        | h      |
| Fricativa          | Sonora     |        | z      | ž [ʒ]                   |       | ʕ        |        |
| Fricativa          | Ejectiva   |        | s'     |                         |       |          |        |
| Nasal              | Nasal      | m      | n      |                         |       |          |        |
| Aproximant         | Aproximant | w      | l      | y [j]                   |       |          |        |
| Ròtica             | Ròtica     |        | r      |                         |       |          |        |

## Sistema vocàlic
El tigre presenta un sistema heptavocàlic en què la distinció entre els dos fonemes vocàlics propers a [ɐ] (és a dir, l'anomenada "vocal de primer ordre" i la vocal generalment transcrita com a ä) i el fonema [a] és de caràcter més quantitatiu que no pas qualitatiu ([a] vs [aː]), altrament que en tigrinya o en amhàric.
L'estatus fonològic de /ǝ/ és en tigre, com en altres llengües etiòpiques, discutible i pot ésser considerat no pas un fonema, sinó una mera vocal epentètica condicionada per la necessitat de simplificar grups consonàntics complexos.
|         | Anterior | Central   | Posterior |
| ------- | -------- | --------- | --------- |
| Baixa   | i        | ə [ɨ]     | u         |
| Mitjana | e        |           | o         |
| Alta    |          | a, ā [aː] |           |